# Jean-Luc Molinéris
Jean-Luc Molinéris (Grenoble, 25 de agosto de 1950) fue un ciclista francés, que fue profesional entre 1971 y 1977. Durante su carrera profesional destaca la victoria en una etapa del Tour de Francia de 1974. El 1976 ganó la París-Bourges.
Es hijo del también ciclista Pierre Molinéris.

## Palmarés
- 1971
  - 1.º en la Estrella de Bessèges
- 1972
  - 1.º en la Estrella de Bessèges
- 1974
  - 1.º en Ambert
  - 1.º en Concarneau
  - Vencedor de una etapa al Tour de Francia
  - Vencedor de una etapa al Tour del Oise
- 1976
  - 1.º en el GP de Peymeinade
  - 1.º en la París-Bourges

### Resultados al Tour de Francia
- 1974. Abandona (20.ª etapa). Vencedor de una etapa
- 1976. Abandona (15.ª etapa)
- 1977. Abandona (17.ª etapa)

### Resultados al Giro de Italia
- 1973. 60.º de la clasificación general